# Michael Schaefer (Diplomat)

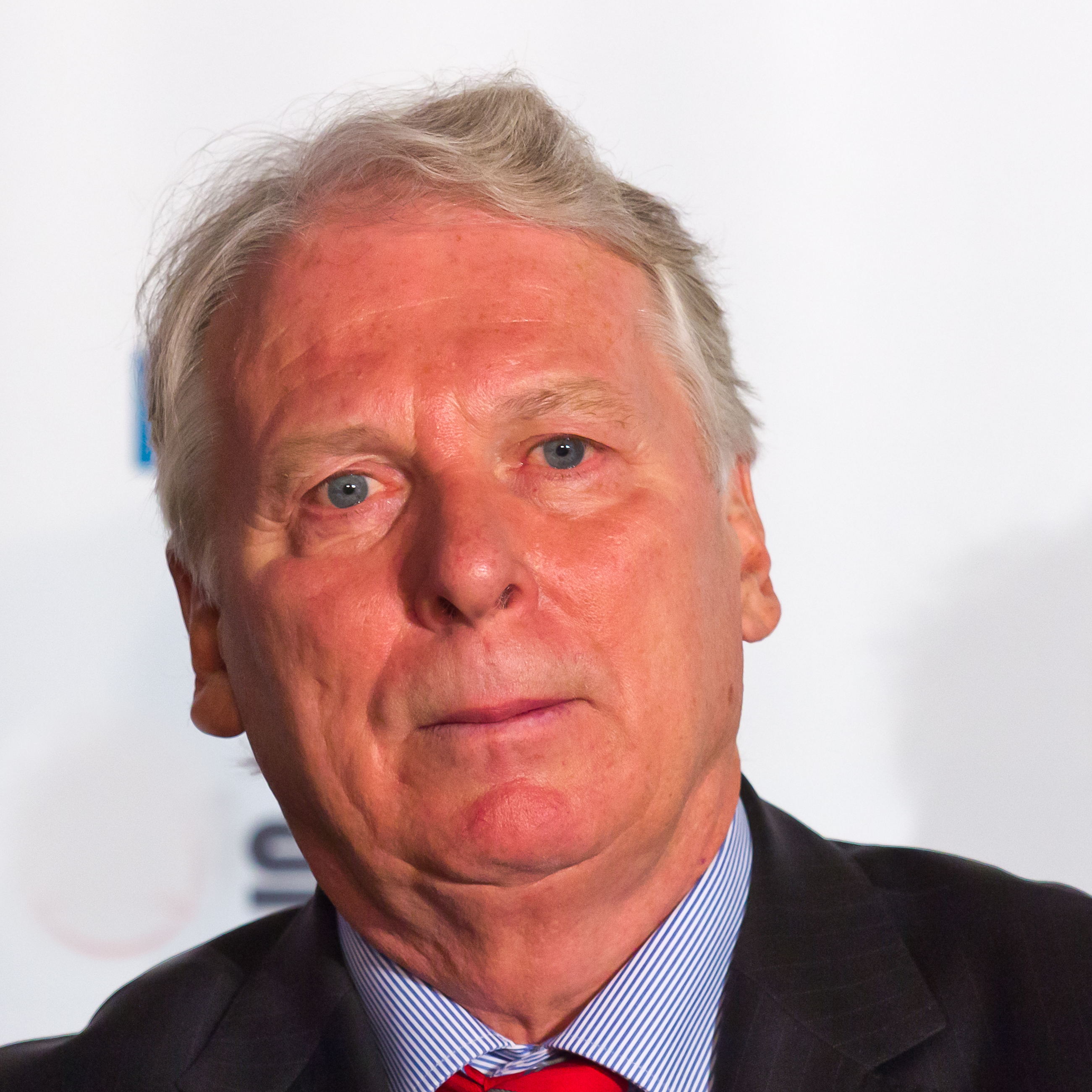
Michael Schaefer

Michael Schaefer (* 1949) ist deutscher Diplomat im Ruhestand.

## Leben
Von 1959 bis 1964 besuchte Schaefer das Ratsgymnasium in Hannover. Als Austauschschüler an der Bishop Guilfoyle High School verbrachte er 1965/66 in Altoona, Pa, USA. Sein Abitur legte er am Kurt-Huber-Gymnasium in Gräfelfing bei München ab. Zwischen 1969 und 1974 studierte er Rechtswissenschaften an der Ludwig-Maximilians-Universität München und an der Universität Genf. 1974 schloss er das Studium mit dem ersten Juristischen Staatsexamen in München ab. Anschließend arbeitete er bis 1975 als Wissenschaftlicher Assistent an der Juristischen Fakultät der Universität Genf, von 1976 bis Frühjahr 1977 als Praktikant in der Abteilung für Politische Angelegenheiten des UN-Sekretariats und beim Sicherheitsrat der Vereinten Nationen in New York City. 1975/76 und 1977/1978 absolvierte er seinen Juristischen Vorbereitungsdienst in Heidelberg, den er 1978 mit dem Zweiten Juristischen Staatsexamen abschloss.

## Laufbahn
1978 trat er in den Diplomatischen Dienst ein. Nach Beendigung der Attachéausbildung von 1980 bis 1981 arbeitete er im Büro Staatssekretäre des Auswärtigen Amtes. Während dieser Zeit erfolgte auch seine Promotion zum Dr. iur. am Max-Planck-Institut für ausländisches öffentliches Recht und Völkerrecht in Heidelberg und der Universität Mannheim. Von 1981 bis 1984 war er Politischer Referent an der Ständigen Vertretung bei den Vereinten Nationen in New York, von 1984 bis 1987 Referent im Grundsatzreferat Vereinte Nationen im Auswärtigen Amt in Bonn.
Von 1987 bis 1991 war er Ständiger Vertreter des Botschafters in Singapur, zwischen 1991 und 1995 Leiter der Ausbildung für den höheren Dienst bei der heutigen Akademie Auswärtiger Dienst. Während seiner Tätigkeit als Leiter der Politischen Abteilung bei der Ständigen Vertretung bei der UN in Genf von 1995 bis 1999 war er zugleich Mitglied der deutschen Delegation bei der dort ansässigen UN-Menschenrechtskommission.
Ab 1999 leitete er den Sonderstab Westlicher Balkan im Auswärtigen Amt. 2001 wurde er zum Stellvertretenden Leiter der Politischen Abteilung des Auswärtigen Amts in Berlin ernannt. Als Stellvertretender Politischer Direktor war er zugleich Beauftragter für die Stabilitätspolitik in Südosteuropa. Danach war er für kurze Zeit zwischen September und Oktober 2002 Leiter der Rechtsabteilung des Auswärtigen Amtes, ehe er im November 2002 Leiter der Politischen Abteilung und somit Politischer Direktor des Außenministeriums wurde. Nach fast fünfjähriger Tätigkeit als Politischer Direktor war er von August 2007 bis Juni 2013 Botschafter der Bundesrepublik Deutschland in der Volksrepublik China. Er schied Ende Juni 2013 aus dem Auswärtigen Dienst der Bundesrepublik Deutschland aus.
Von Juli 2013 bis zum 31. Dezember 2020 war er Vorsitzender des Vorstands der BMW Foundation Herbert Quandt.

## Schriften
Schaefer hat zahlreiche Artikel und Monografien vor allem zu Fragen der Außenpolitik und den Vereinten Nationen verfasst. Zu seinen wichtigsten Veröffentlichungen gehören:
- Der Sicherheitsmechanismus der Vereinten Nationen. Springer Verlag, Heidelberg/Berlin/New York 1980
- Kommentar zu Art. 21. In: Bruno Simma u. a. (Hrsg.): Charta der Vereinten Nationen. Verlag C. H. Beck München 1993 (dt. Fassung)
- Berufsbild Diplomat, Auswahl und Ausbildung im Auswärtigen Dienst. Nomos Verlag, Baden-Baden 1995
- Menschenrechtsfeldmissionen – ein innovativer Ansatz. In: Zeitschrift Vereinte Nationen, 4/97
- Menschenrechtsschutz durch die Vereinten Nationen. Mitherausgeber Baum/Riedel/Schaefer, NOMOS Verlag, Baden-Baden 1998
- Wie erzeugt man Stabilität auf dem Balkan? In: Enrico Brandt und Christian Buck (Hrsg.): Auswärtiges Amt. Verlag Leske und Budrich, Opladen 2002
- (zusammen mit Gerhart Baum): Europas Rolle in der Welt: Über diese Brücke müsst ihr geh’n (Gastbeitrag in der FAZ, faz.net 2. Dezember 2022)

## Mitgliedschaften
Michael Schaefer ist Mitglied des Präsidiums der Deutschen Gesellschaft für die Vereinten Nationen. Er ist Mitbegründer und Beiratsmitglied von Alliance4Europe.